# Чавалах, Дмитрий Петрович
Дмитрий Петрович Чавалах (укр. Дмитро Петрович Чавалах; род. 19 августа 1994; Соколовка, Хмельницкая область) — украинский военный, старший лейтенант Национальной гвардии Украины, участник отражении атаки российских войск во время обороны Херсонской области. Герой Украины (2022).

## Биография
Дмитрий Петрович Чавалах родился 19 августа 1994 года в селе Соколовка Ярмолинецкого района (ныне Хмельницкого района) Хмельницкой области Украины.
С 2011 года учился в Военном колледже сержантского состава (в Каменце-Подольском, затем на базе Национальной академии сухопутных войск имени гетмана Петра Сагайдачного в Львове). По окончании, в марте 2014 года, в звании младшего сержанта начал службу на должности старшего техника понтонной роты 808-го понтонно-мостового полка Сухопутных войск Вооружённых сил Украины в Белгороде-Днестровском.
В сентябре 2014 года переведён в Нежин, в состав новосозданного инженерно-технического батальона. С ноября на протяжении восьми месяцев участвовал в боевых действиях в Донбассе, в районе посёлка Новоайдар.
Летом 2019 года, завершив обучение в Национальной академии сухопутных войск имени гетмана Петра Сагайдачного и получив звание лейтенанта, стал командиром взвода, а с 2020 года — 1-й мотопехотной роты 11-го отдельного мотопехотного батальона «Киевская Русь», дислоцированного в Подольске. В ходе ротации украинских войск в зоне конфликта в Донбассе дважды по несколько месяцев провёл в районе Светлодарска.
24 февраля 2022 года, с началом российского вторжения, принял участие в обороне Херсонской области. В бою близ Антоновского моста, обеспечивавшем выход украинских военнослужащих из окружения, был ранен.
3 марта 2022 года Дмитрию Чавалаху присвоено звание Героя Украины.
В течение трёх месяцев Дмитрий оставался на оккупированной территории, будучи скрываем персоналом больницы в Херсоне, где он лечился после ранения, и местными жителями. В конце мая в результате успешно проведённой операции украинских спецслужб ему удалось перейти на территорию, контролируемую Украиной.
Более месяца Чавалах проходил реабилитацию, был признан негодным к военной службе. После увольнения поступил на исторический факультет Каменец-Подольского национального университета имени Ивана Огиенко.

## Награды
- Звание Герой Украины c вручением ордена «Золотая Звезда» (3 марта 2022)[4]